# Eumetopina hancocki
Eumetopina hancocki är en insektsart som beskrevs av Frederick Arthur Godfrey Muir 1929. Eumetopina hancocki ingår i släktet Eumetopina och familjen sporrstritar. Inga underarter finns listade i Catalogue of Life.